# Muireadhach ua Flaithbheartach
Muireadhach ua Flaithbheartach, también conocido como Murchadh un Chapail Ua Flaithbheartaigh (m. 1034-6), fue Rey de Maigh Seóla.

## Biografía
Los Anales de Inisfallen informan 1027 - Muiredach Ua Flaithbertaig sitió a Cathal, hijo de Ruaidrí, en Inis Crema en Loch Oirbsen, y dividió su tierra a pesar de él.
El Chronicon Scotorum dice que Muiredhach ua Flaitbertaigh rey de los Ua mBriuin Sheola fue asesinado traicioneramente.
Muireadhach era nieto de Flaithbheartach, por ello su sufijo, que se convertiría en el apellido Ua/Ó Flaithbheartaigh/O'Flaherty. Las genealogías nombran a su padre como Maelcairearda; una persona de ese nombre murió en 993, listado como rey de Uí Briúin, pero no explícitamente de Uí Briúin Seóla. Se informa que tuvo tres hijos – Ruaidhrí de Lough Cimbe, Donagh Aluinn y Aedh. De Ruaidhrí y Donagh  descenderían los Ó Flaithbheartaigh orientales y occidentales de Connemara. 